# Diplonevra nigripennis
Diplonevra nigripennis är en tvåvingeart som beskrevs av Borgmeier 1967. Diplonevra nigripennis ingår i släktet Diplonevra och familjen puckelflugor.
Artens utbredningsområde är Peru. Inga underarter finns listade i Catalogue of Life.